# Caterina Goldberg Strossi
Caterina Goldberg Strossi, també escrit Goldberg-Strozzi, (Viena, 1820 o 1828 - ?) fou una soprano lírica coloratura austríaca activa a la segona meitat del segle xix.
El seu nom de naixement era Katharina Goldberg. Fou germana del cantant, professor de cant i compositor Joseph Pasquale Goldberg (1825-1890) i de la també cantant Fanny Goldberg-Marini (Lviv, 1816 - Pàdua, 1887), més coneguda que Caterina. Khatarina Goldberg va canviar artísticament el seu nom a Caterina, seguint la moda de l'època pel que fa als noms de cantants d'òpera.
El 1855 va crear el paper de Giovanna de Guzman a l'estrena de la versió italiana de I vespri siciliani de Verdi al Teattro Regio de Parma.
La temporada 1856-1857 va actuar al Gran Teatre del Liceu de Barcelona. El Diario de Barcelona la qualificà de "soprano sfogato, de veu llisa, flexible i vibrant, cantatriu d'estil senzill amb força gust, però poca expressió". En aquest teatre va estrenar l'òpera del compositor Nicolau Manent anomenada Gualtiero di Monsonís, el dia 23 de maig de 1857.